# Penthimia fraterna
Penthimia fraterna är en insektsart som beskrevs av William Lucas Distant 1918. Penthimia fraterna ingår i släktet Penthimia och familjen dvärgstritar. Inga underarter finns listade i Catalogue of Life.